# Pam & Tommy
Pam & Tommy es una miniserie de drama biográfico, creada por Evan Goldberg y Seth Rogen para Hulu, basada en la relación entre el baterista Tommy Lee y la actriz y modelo Pamela Anderson. Escrita por Robert D. Siegel y dirigida por Craig Gillespie; se estrenó en simultáneo en Hulu, Star+ y Disney+, el 2 de febrero de 2022. La miniserie está protagonizada por Lily James y Sebastian Stan.

## Premisa
Pam & Tommy se basa en el matrimonio entre Pamela Anderson y Tommy Lee y el lanzamiento de su video sexual no autorizado que fue grabado en privado durante su luna de miel.

## Elenco

### Principal
- Lily James como Pamela Anderson
- Sebastian Stan como Tommy Lee
- Seth Rogen como Rand Gauthier
- Nick Offerman como Michael Morrison
- Taylor Schilling como Erica Gauthier

### Recurrente
- Pepi Sonuga como Melanie
- Andrew Dice Clay como Butchie
- Spenser Granese como Steve Fasanella
- Mozhan Marnò como Gail Chwatsky
- Fred Hechinger como Seth Warshavsky
- Mike Seely como Hugh Hefner

### Invitados
- Jason Mantzoukas como voz en off (en "I Love You, Tommy")
- Maxwell Caulfield como Bob Guccione, propietario de Penthouse (en "Uncle Jim and Aunt Susie In Duluth")
- John Billingsley como el guardia de seguridad de Penthouse (en "Pamela in Wonderland")
- Brian Huskey como Gambler in Debt (en "Destroyer of Worlds")
- Clint Howard como él mismo actuando de su propio personaje en la película de Barb Wire (en "Destroyer of Worlds")

## Episodios
| N.º | Título                                                                     | Dirigido por          | Escrito por                         | Fecha de emisión original |
| --- | -------------------------------------------------------------------------- | --------------------- | ----------------------------------- | ------------------------- |
| 1   | «Drilling and Pounding» «Taladrando y aporreando»                          | Craig Gillespie       | Robert D. Siegel                    | 2 de febrero de 2022      |
| 2   | «I Love You, Tommy» «Te Quiero, Tommy»                                     | Craig Gillespie       | Robert D. Siegel                    | 2 de febrero de 2022      |
| 3   | «Jane Fonda»                                                               | Craig Gillespie       | Robert D. Siegel                    | 2 de febrero de 2022      |
| 4   | «The Master Beta» «El Master Beta»                                         | Lake Bell             | Matthew Bass & Theodore B. Bressman | 9 de febrero de 2022      |
| 5   | «Uncle Jim and Aunt Susie In Duluth» «El tío Jim y la tía Susie de Duluth» | Gwyneth Horder-Payton | Brooke Baker & D.V. DeVincentis     | 16 de febrero de 2022     |
| 6   | «Pamela in Wonderland» «Pamela en el País de las Maravillas»               | Hannah Fidell         | Sarah Gubbins                       | 23 de febrero de 2022     |
| 7   | «Destroyer of Worlds» «Destructor de Mundos»                               | Lake Bell             | D.V. DeVincentis                    | 2 de marzo de 2022        |
| 8   | «Seattle» «Seatle»                                                         | Gwyneth Horder-Payton | Robert D. Siegel                    | 9 de marzo de 2022        |

## Producción

### Desarrollo
La serie se anunció por primera vez en 2018, con Seth Rogen y Evan Goldberg desarrollando el proyecto bajo su productora Point Gray Pictures y James Franco adjunto para dirigir la miniserie e interpretar a Tommy Lee. Para diciembre de 2020, Franco había dejado la serie y se anunció que Hulu había dado luz verde al proyecto con un pedido de serie limitada de ocho episodios. Craig Gillespie estaba listo para dirigir junto con Robert D. Siegel escribiendo el guion y junto con Rogen y Goldberg como productores ejecutivos de la miniserie. Tatiana S. Riegel, colaboradora frecuente de Gillespie, se adjuntó para editar la miniserie.

### Rodaje
El rodaje comenzó el 5 de abril de 2021, en la ciudad de Los Ángeles, y terminó el 30 de julio de dicho año.

### Lanzamiento
La serie debutó con tres episodios en Hulu en los EE. UU., Star+ en Latinoamérica y Disney+ a nivel internacional el 2 de febrero de 2022. A partir de entonces, seguirán nuevos episodios semanalmente.

## Recepción
El agregador de reseñas sitio web Rotten Tomatoes reporta un índice de aprobación del 87% basado en 60 reseñas, con una calificación promedio de 7.7/10. El consenso crítico del sitio dice: "'Pam & Tommy' a veces socava su propia crítica del voyerismo cultural con una estilización espeluznante, pero la actuación de Lily James le da a esta obra de mala calidad un corazón innegable". En Metacritic, la serie tiene una puntuación de 68 sobre 100, basada en 32 reseñas, lo que indica "críticas generalmente favorables".
The Guardian revisó la serie de manera positiva, diciendo que "Pam & Tommy" es un "drama cálido, divertido, inteligente y bastante conmovedor", mientras que calificó las actuaciones de Lily James como Anderson y Sebastian Stan como Lee como "asombrosas", afirmando que "cada uno logra el hazaña de parecerse asombrosamente, estéticamente, vocalmente y en todos los gestos, a la gente de la vida real, sin descender a la mímica". The New York Times revisó el programa de manera positiva, afirmando que es "consistentemente entretenido", al tiempo que elogió las actuaciones de los actores, calificando la interpretación de James como una "actuación furtivamente compleja" y elogió la narrativa junto con los efectos prácticos. The Washington Post dio una crítica positiva de la serie, afirmando que la transformación de James y Stan es un "golpe de casting y maquillaje", al tiempo que dijo que la producción es admirable debido a su "aguja al estilo Madeleine cae a su gusto en el holgado vulgaridad de tanta moda de los 90", aunque afirma que el programa explota la historia de Anderson. La BBC calificó el programa con 2 de 5 estrellas, felicitando las actuaciones de James y Stan, pero afirmando que el programa explota el traumático personal de Anderson.

### Premios y nominaciones
| Año  | Premio                 | Categoría                                      | Nominado(s)    | Resultado | Ref.   |
| ---- | ---------------------- | ---------------------------------------------- | -------------- | --------- | ------ |
| 2022 | Premios Primetime Emmy | Mejor miniserie                                | Pam & Tommy    | Nominada  | [ 15 ] |
| 2022 | Premios Primetime Emmy | Mejor actor - Miniserie o telefilme            | Sebastian Stan | Nominado  | [ 15 ] |
| 2022 | Premios Primetime Emmy | Mejor actriz - Miniserie o telefilme           | Lily James     | Nominada  | [ 15 ] |
| 2022 | Premios Primetime Emmy | Mejor actor de reparto - Miniserie o telefilme | Seth Rogen     | Nominado  | [ 15 ] |